# Mawsonites spriggi
Mawsonites (Mawsonites spriggi) és una medusa fòssil que va pertànyer a la Fauna d'Ediacara. S'estima que va viure fa 580 milions d'anys enrere, al fina de l'era Neoproterozoic (període Ediacarià).

## Característiques
Aquesta medusa fòssil és l'ancestre llunyà de Cyanea capillata, una medusa actual que habita en l'oceà Atlàntic; pot, doncs, suposar-se que Mawsonites es comportava de la mateixa manera; es desplaçava lentament, ajudada pels corrents i contraient el seu umbrela transparent, desplegant els seus llargs i fins tentacles, proveïts de cnidocits capaços d'expulsar microscòpics arpones i amb ells capturar a les seves víctimes, a les matava amb un verí molt poderós que guarda en una càpsula connectada a cada arpón. També amb aquesta teoria es va demostrar que consumeix cada dia dues vegades el seu pes en plàncton, cucs i altres diminuts animals d'Ediacara.